# Rotterdam Centrum

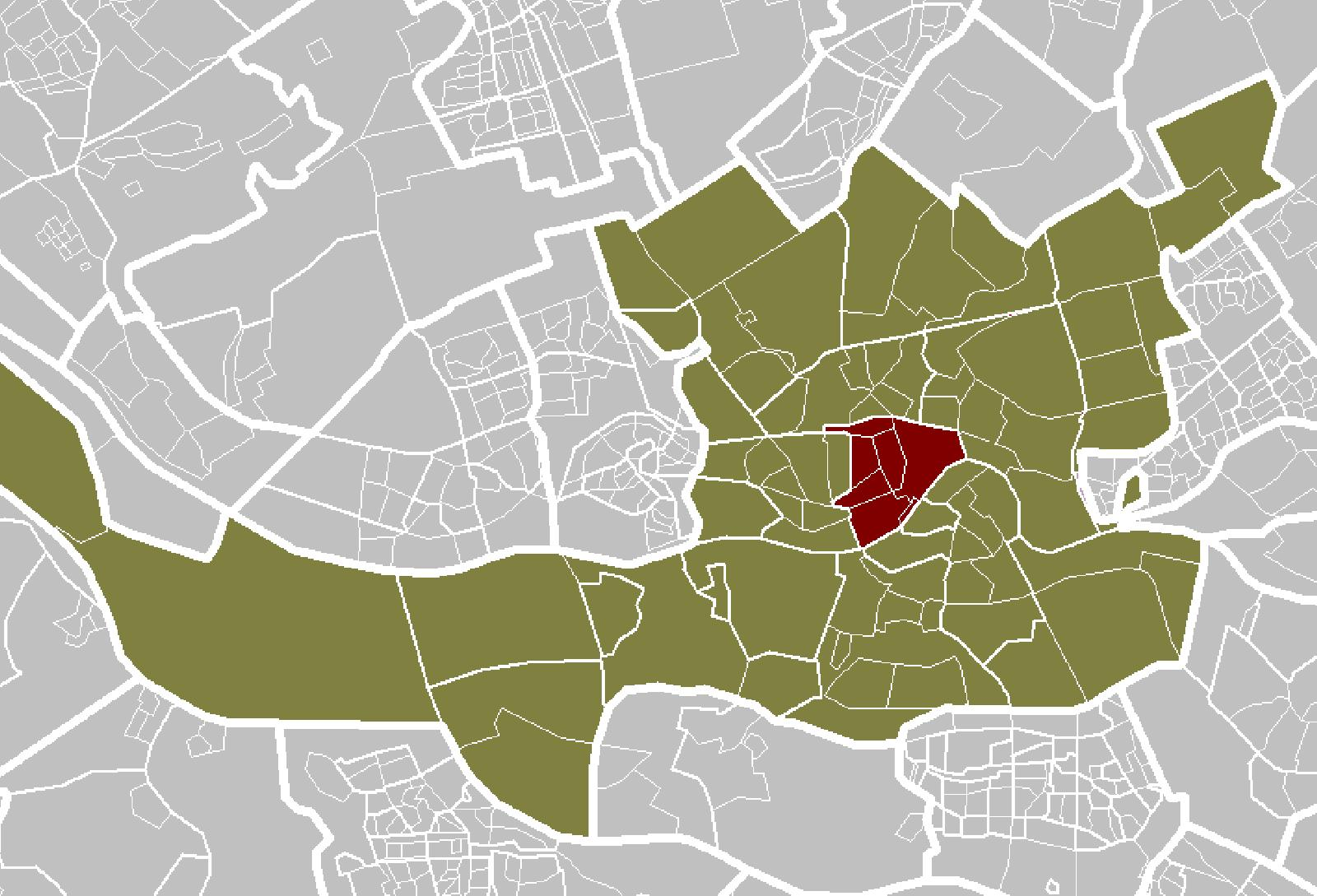
Rotterdam Centrums läge i Rotterdam.

Rotterdam Centrum är en stadsdel i Rotterdam i Nederländerna. År 2012 hade stadsdelen 30 410 invånare.
Stadsdelen begränsas av Rotterdams centralstation och Goudsesingel i norr, Tunneltraverse av Henegouwerlaan och 's-Gravendijkwal i väster, floden Nieuwe Maas i söder och Oostplein i öst.